# Lycopodium magellanicum
Lycopodium magellanicum es una especie de planta vascular de la familia Lycopodiaceae. Crece en las montañas de América Latina desde Costa Rica y la República Dominicana al sur hasta Tierra del Fuego, así como varias islas en los océanos antártico y subantártico (Tristán da Cunha, Isla Gough, Georgia del Sur y las Islas Sandwich del Sur, Islas Malvinas, Islas Juan Fernández, Isla Marion, Islas del Príncipe Eduardo, Islas Crozet, Islas Kerguelen).
Se han aislado de esta planta una serie de productos naturales, entre ellos magellanina, magellaninona, panticulina, acetildihidroglicopodina, acetilfawcettiina, clavolonina (8b-hidroxiiliscopodina), deacetilfawcettiina, fawcettiina, licopodina, licodina, alfa-obscurina (2,3-dihidro-b-obscurina) y beta-obscurina. Algunas de las moléculas de esta clase son conocidos inhibidores de la acetilcolinesterasa (AChE).